# Peugeot 201
La 201 era un'autovettura di fascia medio-bassa prodotta tra il 1929 e il 1937 dalla Casa francese Peugeot.

## Profilo e caratteristiche
La 201 inaugurò la ben nota serie di numerazione dei suoi modelli, che prevedeva tre cifre con lo zero al centro. La 201 fu il primo modello a fregiarsi di questa caratteristica e fu innanzitutto questa la sua importanza storica.
Un altro fatto coincidente con la nascita della 201 fu l'avvio di quel processo di razionalizzazione della gamma Peugeot secondo il criterio dettato proprio dalle tre cifre della sigla dei modelli che di lì a pochi anni sarebbero nati: la prima cifra stava a indicare la fascia di mercato della vettura, mentre la terza indicava la generazione del modello occupante quella fascia di mercato.
La sua robustezza, la relativa semplicità della sua meccanica e non ultima la sua economia di esercizio unita a un prezzo concorrenziale, furono tutti fattori che permisero alla Casa francese di affrontare a testa alta la grave crisi economica dei primi anni trenta, conseguente al crollo di Wall Street nell'ottobre del 1929.

### Genesi del modello
La storia della 201 fu piuttosto complessa e travagliata, ed ebbe inizio poco dopo la fine della prima guerra mondiale, per volere dell'allora vertice dell'azienda, Robert Peugeot, che desiderò ridare lustro alla gamma con un nuovo modello economico in grado di permettere alla Casa di Sochaux di affrontare il difficile periodo post-bellico, con l'inflazione galoppante.
L'idea fu quella di trasferire alla Peugeot i principi della produzione di massa ideati da Henry Ford, principi già portati in Francia da André Citroën, che esordì con la sua azienda omonima proprio sfruttando la produzione su catena di montaggio. Ma le cose non furono facili: le banche negarono sistematicamente alla Peugeot il prestito necessario per cominciare a investire nel nuovo progetto. Per scavalcare il problema, ci si rivolse a una delle prime società finanziarie della storia, quella di Lucien Rosengart, il quale accettò la richiesta di Robert Peugeot, anche se il tasso di interesse applicato fu decisamente superiore a quello imposto dalle banche.
Il progetto poté essere così avviato e nel 1927 si giunse all'inizio dei lavori di traslazione dalla carta alla lamiera, cioè dello sviluppo concreto del progetto. Ma pochi mesi dopo, altre difficoltà economiche rivelarono la natura ambigua di Rosengart che cominciò a non rispettare più i termini del contratto. Tutto si risolse con la risoluzione del contratto stesso e l'allontanamento di Rosengart, mentre a tappare le falle economiche della Casa intervenne la Banca Oustric, grazie alla quale tutte le pendenze della Casa francese poterono essere risanate, anche se a prezzo di strascichi legali non indifferenti dovuti agli altrettanto ambigui affari della Banca Oustric.
Torniamo indietro di alcuni anni, e precisamente fino al 1924, dopo un lungo periodo di contrasti e lotte intestine in seno alla famiglia Peugeot, contrasti motivati dalle numerose divergenze riguardanti l'impostazione da dare alla gamma modelli e quindi inerenti anche la direzione che la Casa di Sochaux avrebbe dovuto prendere in seguito. Per porre fine a tali contrasti e riequilibrare quindi le sorti della Peugeot, all'interno dell'azienda giunsero tre nuovi personaggi: Jean-Pierre Peugeot, Edouard Arnaud e Maurice Jordan. Questi tra personaggi avrebbero dato di lì a poco un impulso decisivo per ristabilizzare l'andamento della Casa del Leone Rampante, decisivo anche per affrontare e superare i tempi bui che di lì a pochi anni sarebbero apparsi all'orizzonte.
Uno dei primi significativi passi che i tre nuovi manager si trovarono a dover affrontare fu proprio quello auspicato da Robert Peugeot, ossia quello relativo alla progettazione e realizzazione di una nuova vettura di classe medio-bassa, destinata a porsi un gradino più in alto rispetto alla Type 172, ma che in ogni caso rappresentasse la base della futura gamma Peugeot, visto che negli anni successivi la popolare cyclecar francese, ma anche la successiva gamma di vetture da 5CV di potenza fiscale, sarebbero state pensionate. Oltre che dei nuovi collaboratori, Robert Peugeot aveva bisogno anche di un nuovo stabilimento più moderno, in grado di accogliere numerose linee di montaggio: per questo avviò il progetto destinato all'ingrandimento e al rinnovamento del vecchio impianto di Sochaux. Contemporaneamente i più stretti collaboratori di Peugeot vennero inviati negli Stati Uniti per apprendere da vicino le tecniche della produzione su catena di montaggio. Dopo alcuni inconvenienti, come alcune abbondanti nevicate e il crollo di una struttura per alcuni difetti di costruzione, il nuovo stabilimento giunse comunque a essere terminato entro le scadenze previste.

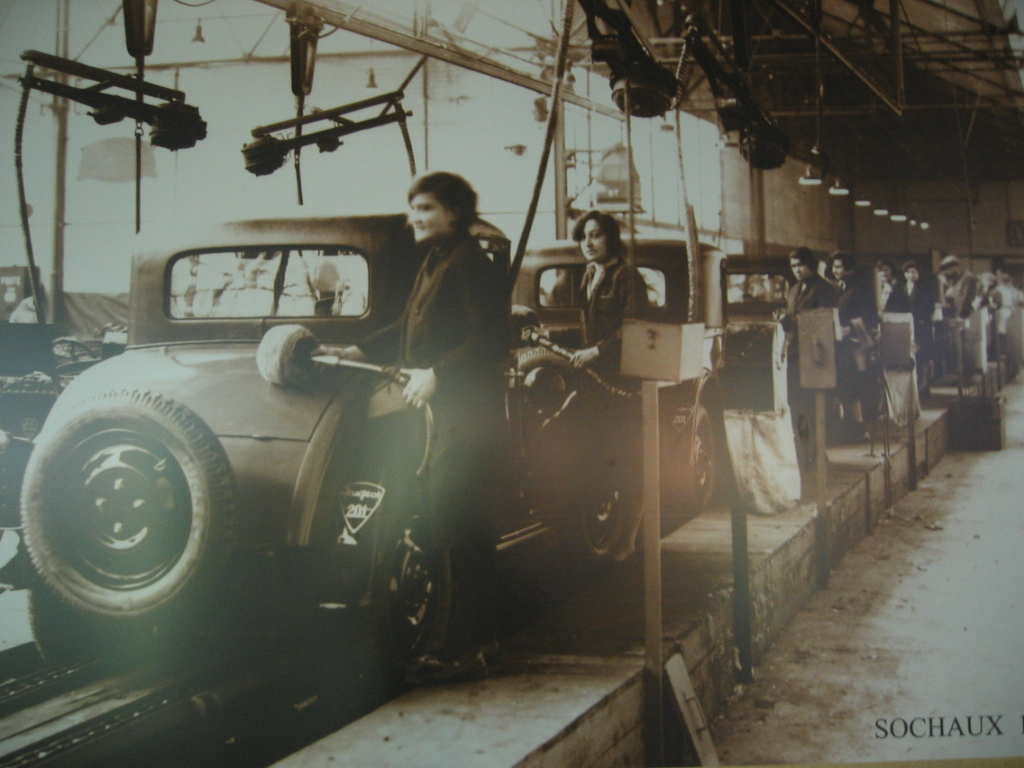
Linea di montaggio della 201, 1930

Le specifiche di economia, sia relativamente ai costi di esercizio, sia relativamente al prezzo di listino, vennero rispettate dotando la vettura solo di freni all'avantreno e usufruendo di attrezzature per l'assemblaggio molto più moderne rispetto a quelle previste, per esempio, per la stessa Quadrilette. Il risultato fu quello di abbattere drasticamente il numero di ore necessarie per assemblare ogni singolo esemplare (dalle 1.500 ore previste per una Quadrilette alle 500 previste per una 201), con ovvie ripercussioni positive sul prezzo al pubblico.

Presentata al Salone di Parigi nell'autunno del 1929, proprio all'alba della Grande depressione economica, la 201 cominciò però a essere prodotta già dal mese di luglio dello stesso anno.

### Design e meccanica

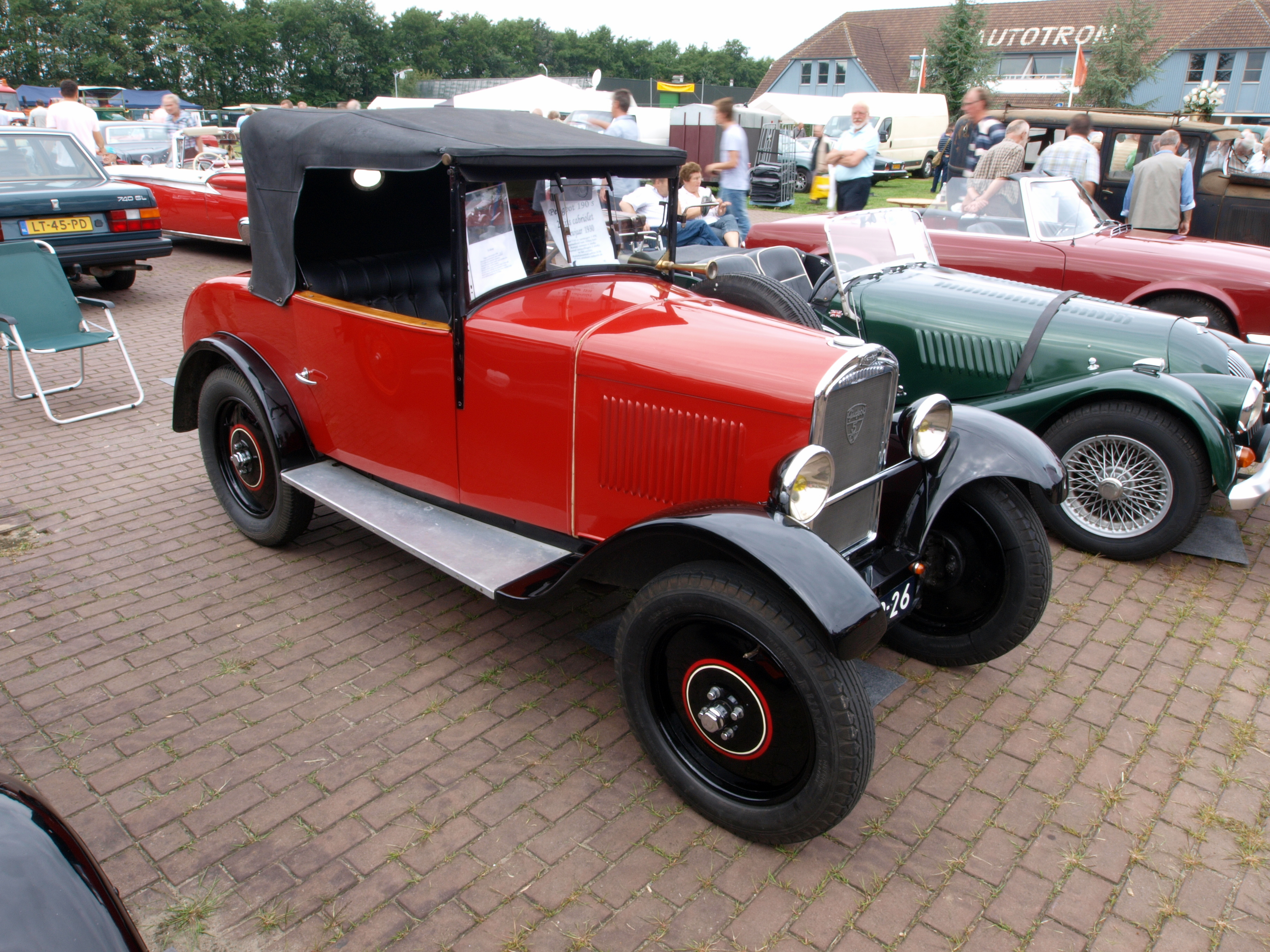
Peugeot 201 cabriolet

Esternamente, la 201 presentava linee tipiche della fine degli anni venti, molto semplici e squadrate, specialmente nella versione con carrozzeria berlina. Il frontale era dominato dal grande radiatore a sviluppo verticale dove campeggiava lo stemma della Casa di Sochaux. Lateralmente, il cofano motore possedeva una serie di fitte feritoie per il raffreddamento del propulsore, mentre sempre lungo la fiancata era possibile notare le portiere incernierate sul montante centrale (tranne che nella versione cabriolet, la quale possedeva due sole porte. In coda erano presenti sia un vano bagagli esterno, sia l'alloggiamento della ruota di scorta, fissata proprio sopra il vano bagagli.
Meccanicamente, la 201 nasceva su un telaio da 2.45 metri di passo, anche se poco tempo dopo l'avvio della commercializzazione, tale misura sarebbe cresciuta di 2 cm. Le sospensioni furono ad assale rigido su entrambi gli assi, con avantreno a balestra trasversale e retrotreno a balestre cantilever oblique. L'impianto frenante prevedeva invece tamburi solo all'avantreno, azionati mediante cavo.
Il motore era il 4 cilindri della serie SE, qui al suo primo stadio evolutivo: con una cilindrata di 1122 cm³, la potenza massima raggiungeva 23 CV a 3500 giri/min, consentendo alla vettura di arrivare a una velocità di punta di 80 km/h. Il cambio era manuale a 3 marce.

## Evoluzione

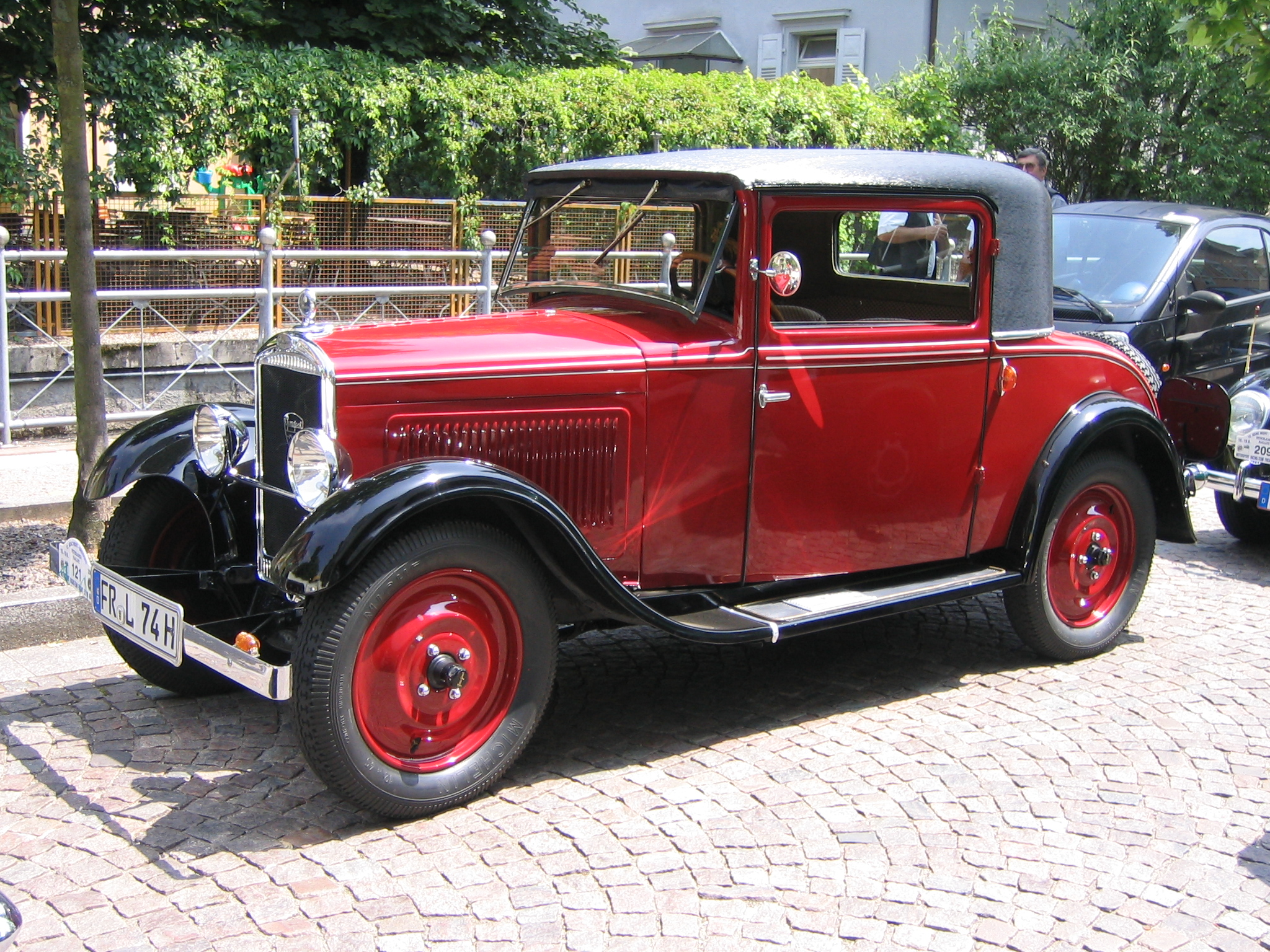
Peugeot 201 coupé

Disponibile inizialmente in tre varianti di carrozzeria, berlina, cabriolet e torpedo, la 201 riscosse un buon successo commerciale, grazie all'ampia disponibilità della gamma, al prezzo relativamente contenuto, all'affidabilità e ai bassi costi d'esercizio. Si calcola che il 1º marzo del 1930 gli ordini erano già saliti a 5.000.
Le prime variazioni di rilievo alla gamma si ebbero all'inizio del 1931, quando la 201 divenne disponibile anche in altre tre nuove varianti di carrozzeria: coupé, torpedo commerciale e berlina commerciale. Nel frattempo, la crisi economica divampava, costringendo la Peugeot ad adottare anche altri sistemi per non cadere in stallo. Tra questi la pubblicità data dall'introduzione della 201 nel mondo delle competizioni: a questo scopo, la piccola vettura fu equipaggiata con un motore da 994 cm³ progettato dalla Bugatti, qui alla sua seconda cooperazione di rilievo con Peugeot (la prima fu quella di vent'anni prima, sfociata con il lancio di un'altra piccola Peugeot, la Bebé).

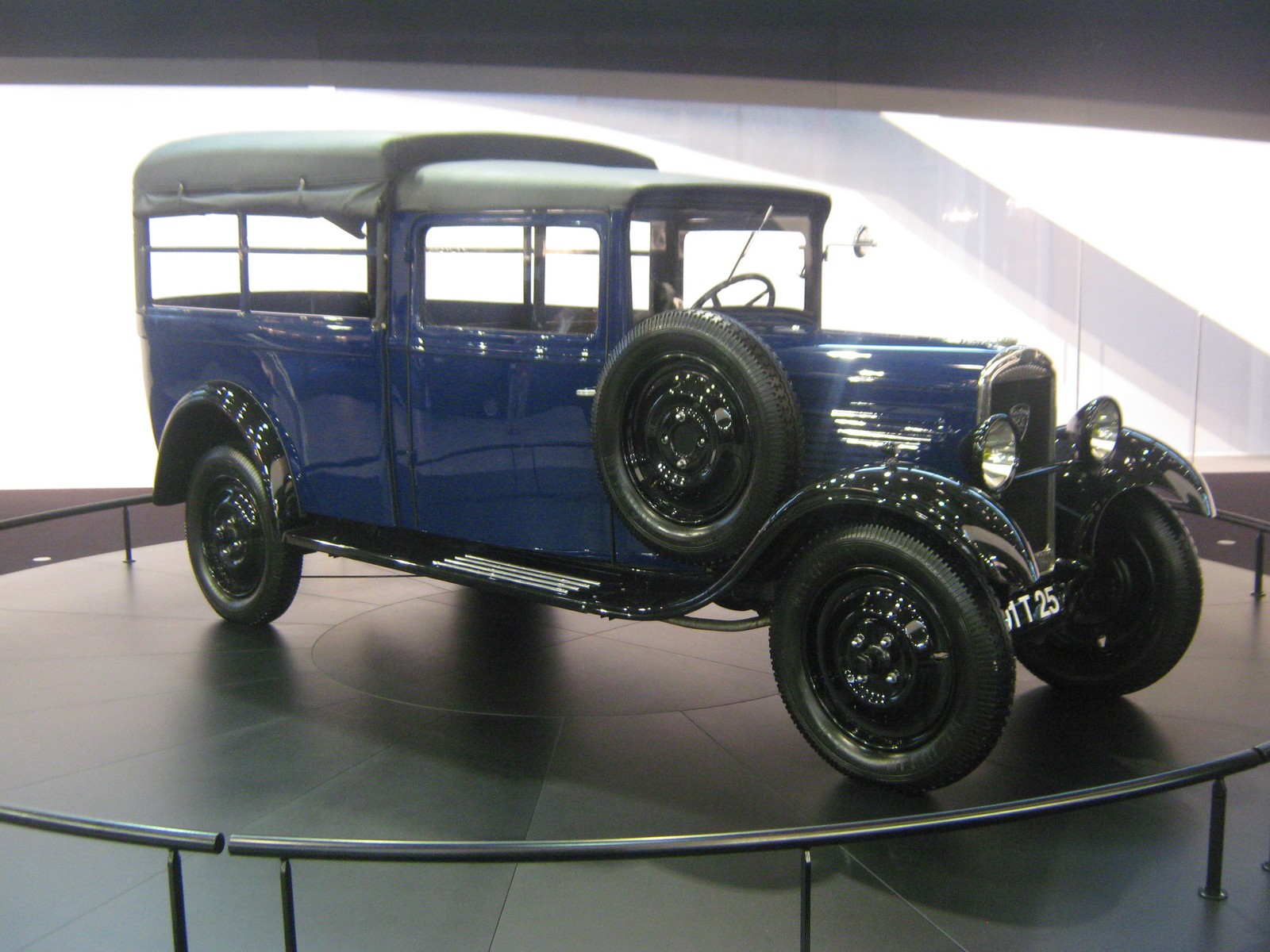
Peugeot 201 T

Il risultato fu la 201 X, una vettura prodotta in una ventina di esemplari che però non ottenne risultati di rilievo e anzi, fu la vettura al volante della quale il pilota André Boillot troverà la morte, il 5 giugno 1932. Alla fine del 1931, la gamma ricevette un ulteriore ampliamento con l'arrivo di tre nuove versioni: la prima novità fu rappresentata dalla 201 T, una versione predisposta per il trasporto merci. Questa variante era caratterizzata dal telaio a passo allungato di ben 44 cm (da 2,47 a 2,91 m, per la precisione), e dal cofano motore a feritoie orizzontali anziché verticali.

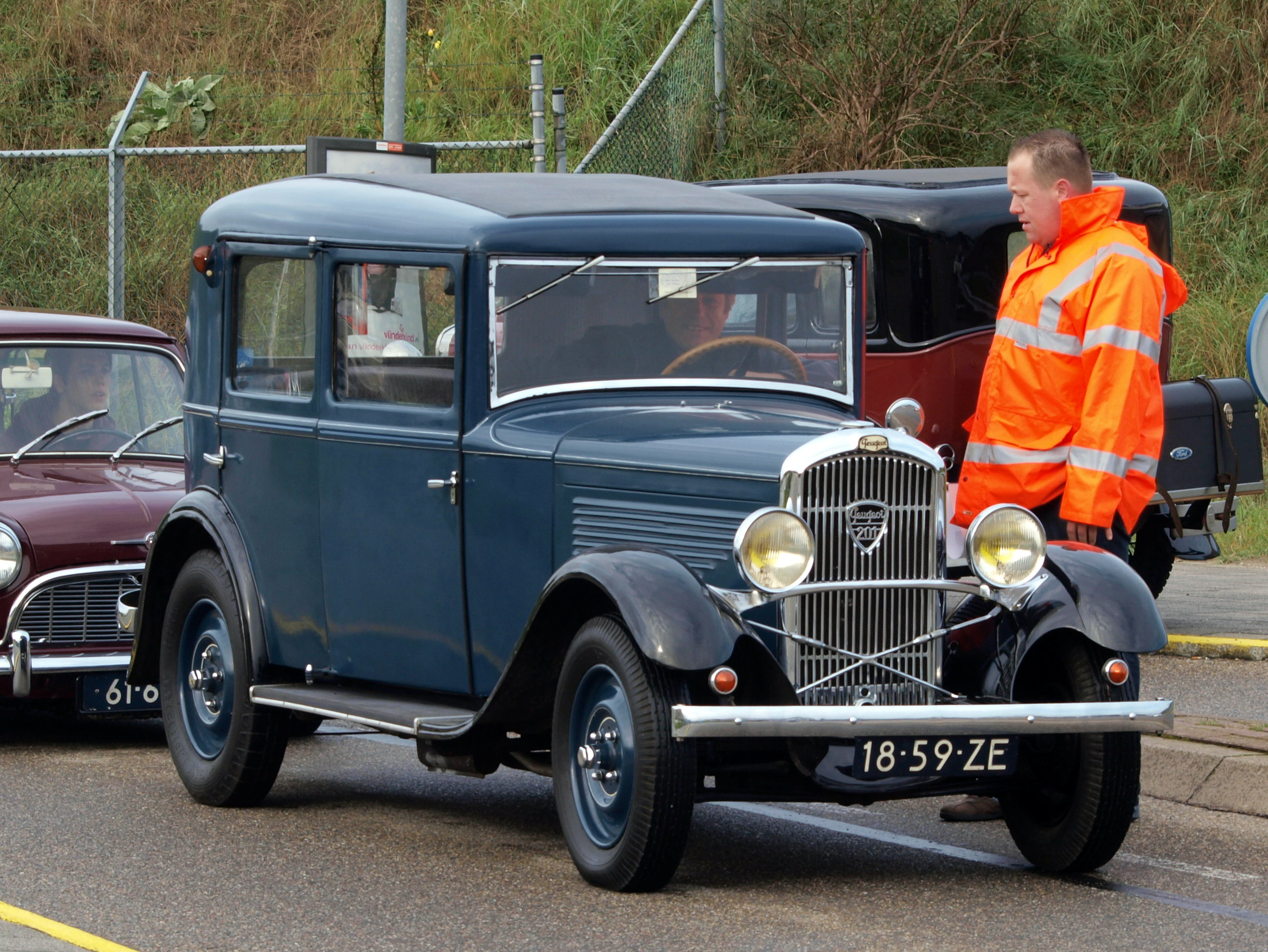
Peugeot 201 C

A causa della maggiori dimensioni, il peso a vuoto aumentò mediamente di circa 160 kg e la velocità massima diminuiva a soli 60 km/h. Le 201 T furono prodotte in svariate varianti di carrozzeria, tutte orientate al trasporto merci. La seconda novità fu la 201 C, prima vettura al mondo dotata di avantreno a ruote indipendenti. La 201 C (dove C stava per confort), vide crescere leggermente anche le proprie dimensioni per via del passo aumentato di 6 cm rispetto alle 201 normali. Un'altra caratteristica della 201 C, anche se di minor entità, fu il cofano motore a feritoie orizzontali, come nella Limousine 201 T. La 201C fu proposta in cinque varianti di carrozzeria: (berlina, coach, coach decappottabile, roadster, cabriolet). La terza novità di quella fine del 1931 fu la 201 E (o 201 Rapide), con prestazioni leggermente migliori date da un lieve alleggerimento del corpo vettura.
Altre novità di rilievo si ebbero nel 1932: a luglio arrivò infatti anche la 201 L con carrozzeria familiare e, nello stesso anno, arrivarono anche le 201 S e 201 CS, due modelli da gara con un piccolo motore da 1.1 litri in grado di sviluppare 30 CV, che, per l'epoca, erano un buon risultato su un motore di quella cilindrata. Alla fine dello stesso anno, al Salone di Parigi, la 201 C venne proposta fino a fine solo in versione berlina. In seguito verrà sostituita dalla 201 B, presentata anch'essa a Parigi nel 1932. Quest'ultima fu destinata a sostituire anche la 201 normale, in vendita ormai dalla fine del 1929, e che fu quindi tolta di produzione e la gamma del modello di base della Casa francese risultò così molto più sfoltita. In pratica, fu ormai solo la 201 B a rappresentare la base della gamma della Casa di Sochaux. Essa era disponibile in due misure di passo (2.47 e 2.53 m) e caratterizzata da un cofano motore con prese d'aria laterali apribili, oltre che da un nuovo telaio di tipo bloctube, con longheroni e traverse di tipo tubolare. L'avantreno rimase a ruote indipendenti. La gamma carrozzerie prevedeva la berlina e la commerciale (con passo lungo, denominate anche 201 BL) e la coupé (con passo corto, denominata anche 201 BC). la 201 B fu commercializzata a partire dal gennaio 1933 e fino al mese di agosto dello stesso anno.

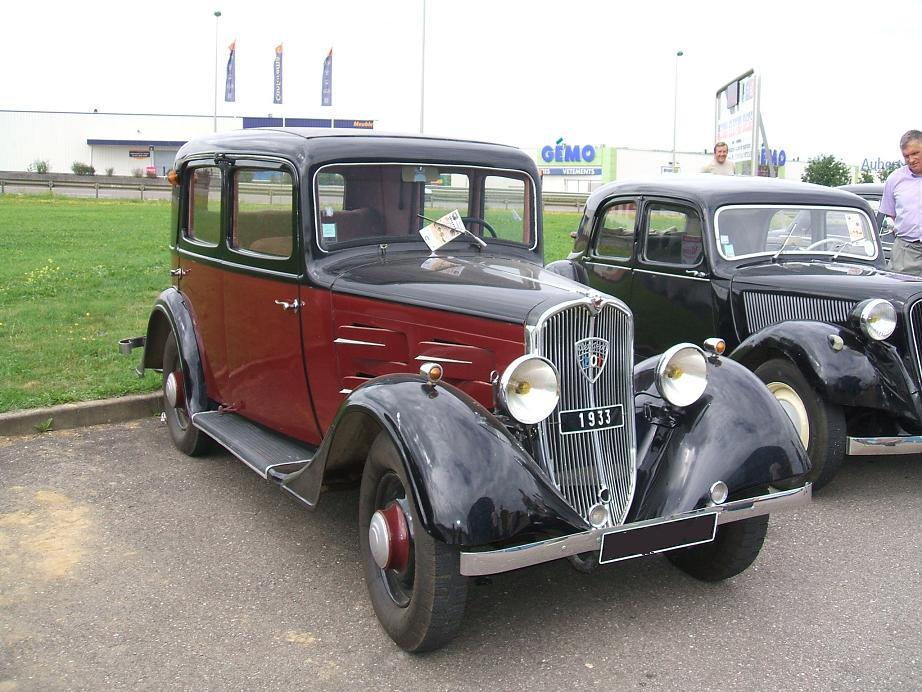
Peugeot 201 BR

Nell'autunno del 1933, invece, vi furono solo modifiche di dettaglio, anche se piuttosto visibili per la 201: in generale, si può dire che le 201 presentate in quel periodo mostravano una timida tendenza verso quelle forme aerodinamiche che avrebbero caratterizzato la produzione automobilistica della seconda metà del decennio. Altre differenze con le precedenti 201 stavano nella calandra ridisegnata e leggermente inclinata e nelle nuove prese d'aria orizzontali lungo i lati del cofano motore. Tecnicamente, le nuove 201, denominate 201 BR, erano caratterizzate dalla presenza dei supporti motore elastici, una soluzione nata per contrastare le analoghe soluzioni proposte poco tempo prima dalle due rivali di spicco, la Citroën e la Renault. La 201 BR era disponibile in due varianti di carrozzeria per turismo, più tre destinate all'uso commerciale. Si ebbero così la versione berlina (BR3) e la coach (BR4), ma anche la coach commerciale e due varianti furgonate.

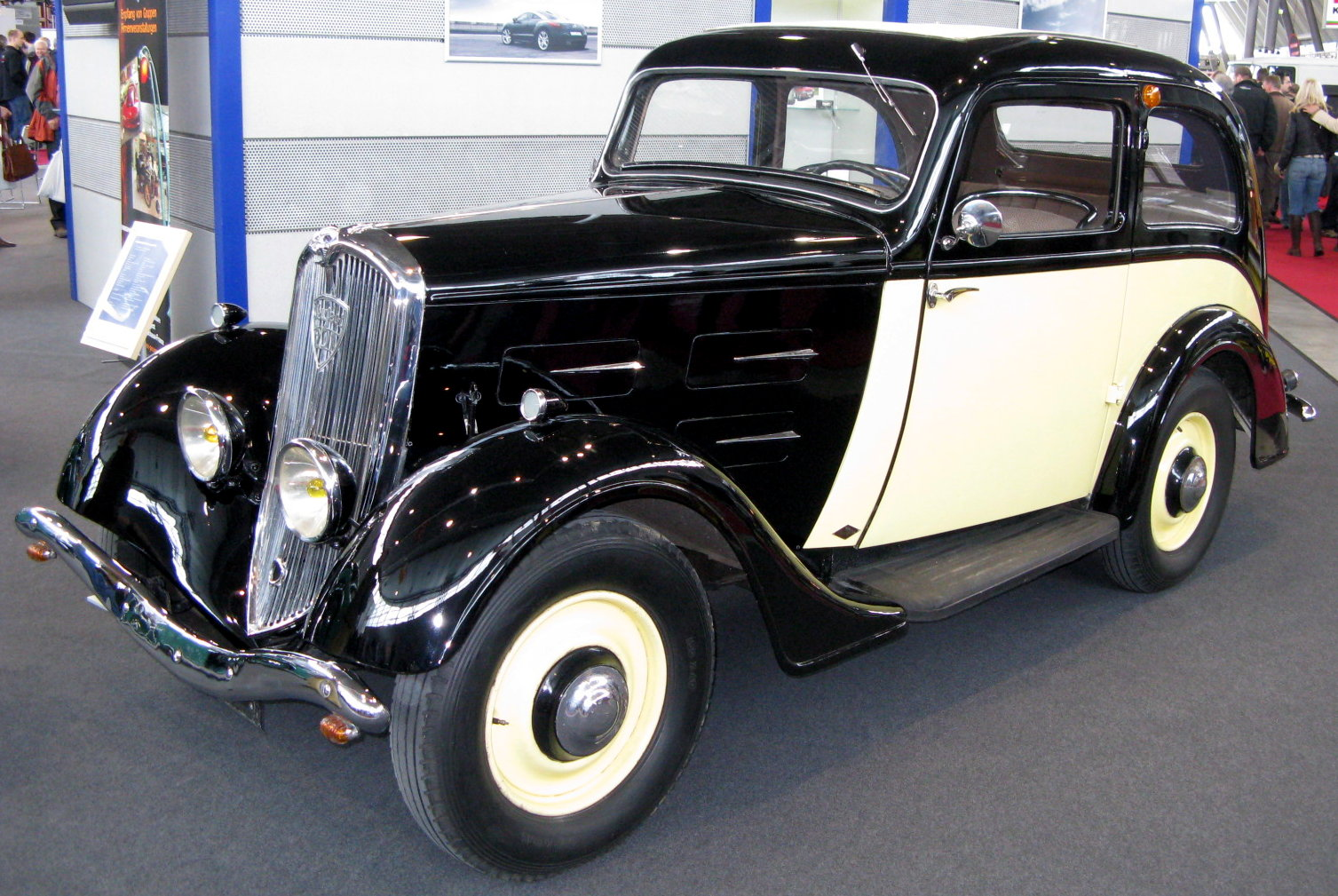
Peugeot 201 D

L'ispirazione aerodinamica si fece più evidente al Salone di Parigi del 1934, quando venne presentata la 201 D, destinata a sostituire la 201 BR e caratterizzata da una coda molto profilata e dal frontale con i due fari ravvicinati alla base della calandra. Tecnicamente si assistette allo storico avvicendamento tra il motore SE da 1.1 litri al nuovo motore SER2 da 1307 cm³ e 28 CV di potenza massima. Fu proposta in una sola variante di carrozzeria, coach a due porte.
Nel frattempo, il modello Peugeot di taglia immediatamente superiore, la 301, stava avviandosi verso il pensionamento. Per questo motivo, la 201 gradualmente si avvicinò al ruolo occupato dalla 301 stessa, per non lasciare troppo distacco tra la 201 con motore da 1.1 litri e la futura "media" Peugeot, la 302, con motore da 1.8 litri.

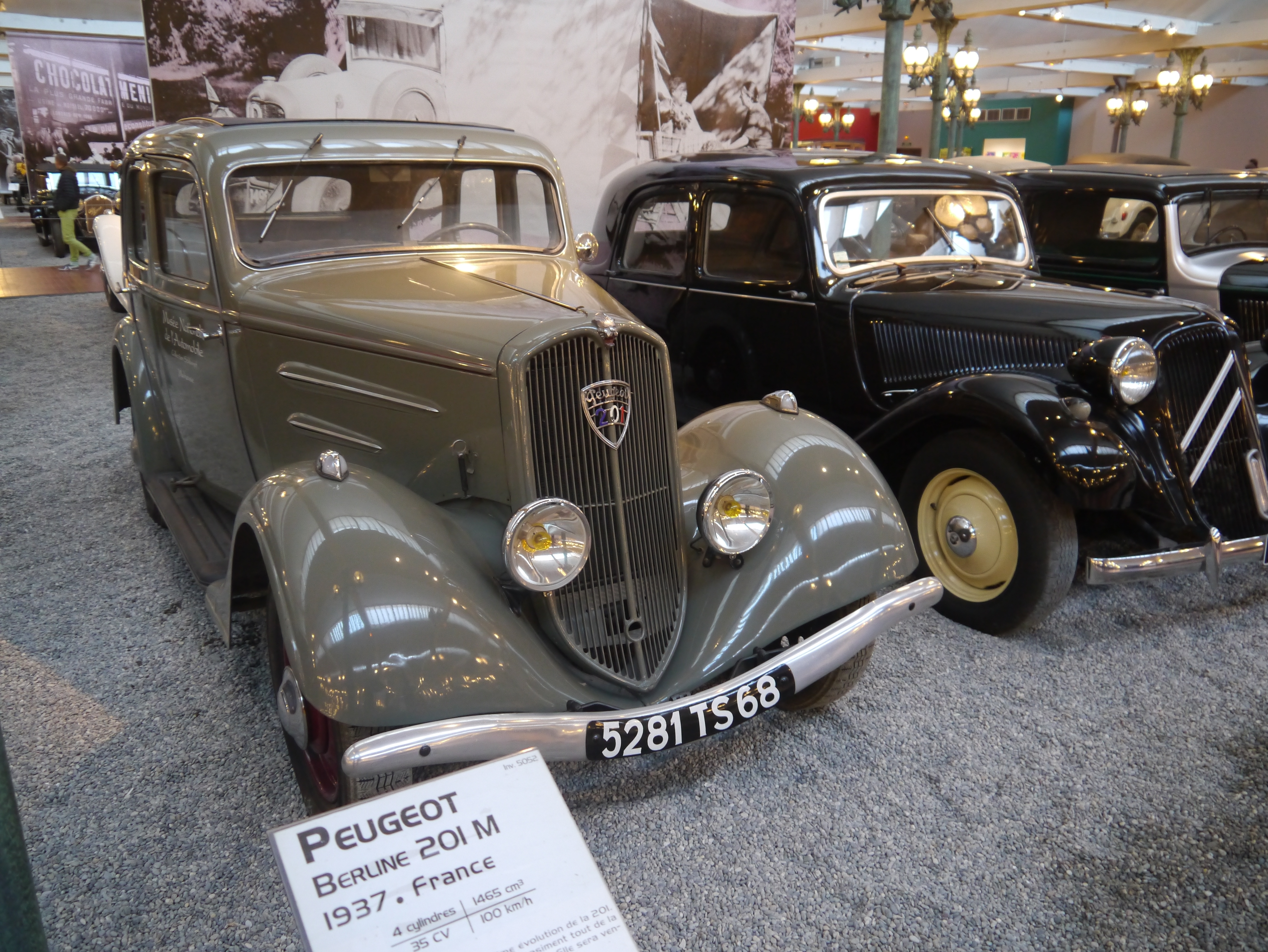
Peugeot 201 M

E fu sempre quello appena illustrato il motivo per cui nell'autunno del 1936, in concomitanza con il lancio della 302, venne introdotta la 201 M, né più né meno una 301, della quale fu ripreso anche il motore da 1465 cm³ e 35 CV. Fu l'ultima 201 prodotta, ormai non più di fascia medio-bassa: la sua produzione si arrestò nel settembre 1937, dopodiché, per quasi vent'anni, non vi furono più Peugeot con motore da 1.5 litri. L'erede naturale della 201 fu la 202, con la quale si tornò al motore da 1.1 litri.

### Riepilogo caratteristiche
Di seguito vengono riepilogate le caratteristiche delle varie versioni previste per la gamma 201. I prezzi riportati sono in franchi francesi e si riferiscono al livello di allestimento meno costoso e al momento del debutto nel mercato di casa.
| Modello                                                      | Carrozzeria     | Sigla progetto | Motore | Cilindrata cm³ | Potenza CV/rpm | Passo (m) | Massa a vuoto (kg) | Velocità max | Anni di produzione | Esemplari prodotti | Prezzo al debutto |
| ------------------------------------------------------------ | --------------- | -------------- | ------ | -------------- | -------------- | --------- | ------------------ | ------------ | ------------------ | ------------------ | ----------------- |
| 201                                                          | Berlina         | N1             | SE     | 1122           | 23/3500        | 2.471     | 890                | 80           | 07/1929-12/1932    | 65.086             | 20.900            |
| 201                                                          | Torpedo         | T1             | SE     | 1122           | 23/3500        | 2.471     | 890                | 80           | 07/1929-12/1932    | 65.086             | 20.900            |
| 201                                                          | Cabriolet       | TR             | SE     | 1122           | 23/3500        | 2.471     | 890                | 80           | 07/1929-12/1932    | 65.086             | 21.900            |
| 201                                                          | Coupé           | E1             | SE     | 1122           | 23/3500        | 2.471     | 890                | 80           | 09/1930-09/1932    | 65.086             | 17.500            |
| 201                                                          | Coach comm.     | N1C            | SE     | 1122           | 23/3500        | 2.471     | 890                | 80           | 09/1930-09/1932    | 65.086             | 19.900            |
| 201                                                          | Torpedo comm.   | TC1            | SE     | 1122           | 23/3500        | 2.471     | 890                | 80           | 09/1930-08/1931    | 65.086             | 18.900            |
| 201 E                                                        | berlina         | N1S            | SE     | 1122           | 23/3500        | 2.47      | 860                | 82           | 12/1931-12/1932    | 280                | 16.900            |
| 201 E                                                        | coupé           | ES             | SE     | 1122           | 23/3500        | 2.47      | 860                | 82           | 12/1931-12/1932    | 280                | 16.900            |
| 201 C                                                        | berlina         | N2             | SE     | 1122           | 23/3500        | 2.53      | 940                | 80           | 09/1931-12/1932    | 18.980             | 23.900            |
| 201 C                                                        | coupé           | BV             | SE     | 1122           | 23/3500        | 2.53      | 940                | 80           | 09/1931-08/1932    | 18.980             | 25.000            |
| 201 C                                                        | cabriolet       | BC             | SE     | 1122           | 23/3500        | 2.53      | 940                | 80           | 09/1931-08/1932    | 18.980             | 23.800            |
| 201 C                                                        | roadster        | TRC            | SE     | 1122           | 23/3500        | 2.53      | 940                | 80           | 09/1932-08/1932    | 18.980             | 23.900            |
| 201 BC                                                       | coupé           | EB             | SE     | 1122           | 23/3500        | 2.47      | 900                | 80           | 01/1933-08/1933    | 3.262              | 17.500            |
| 201 BL                                                       | berlina         | NB             | SE     | 1122           | 23/3500        | 2.53      | 970                | 75           | 01/1933-08/1933    | 5.275              | 16.900            |
| 201 BL                                                       | coach comm.     | NBC            | SE     | 1122           | 23/3500        | 2.53      | 970                | 75           | 01/1933-08/1933    | 5.275              | 17.900            |
| 201 BL                                                       | fourgonnette    | LB             | SE     | 1122           | 23/3500        | 2.53      | 970                | 75           | 01/1933-08/1933    | 5.275              | -                 |
| 201 BR3                                                      | berlina         | N6L/N6S        | SE     | 1122           | 23/3500        | 2.59      | 1.000              | 75           | 08/1933-09/1934    | 13.033             | 18.600            |
| 201 BR3                                                      | coach comm.     | N6C            | SE     | 1122           | 23/3500        | 2.59      | 1.000              | 75           | 08/1933-09/1934    | 13.033             | 17.900            |
| 201 BR3                                                      | fourgonnette    | 4KL/4KB        | SE     | 1122           | 23/3500        | 2.59      | 1.000              | 75           | 08/1933-09/1934    | 13.033             | -                 |
| 201 BR4                                                      | coach           | N6B            | SE     | 1122           | 23/3500        | 2.30      | 900                | 80           | 08/1933-09/1934    | 2.532              | 15.900            |
| 201 D                                                        | coach           | A6B            | SER2   | 1307           | 28/4000        | 2.34      | 970                | 85           | 09/1934-09/1936    | 13.177             | 14.900            |
| 201 DL                                                       | coach comm.     | 4AB/4AL        | SER2   | 1307           | 28/4000        | 2.59      | -                  | 80           | 12/1934-09/1936    | 2.235              | -                 |
| 201 M                                                        | limousine       | A6             | SER5   | 1465           | 35/4000        | 2.59      | 1.030              | 100          | 08/1936-09/1937    | 16.662             | 15.900            |
| 201 M                                                        | cabriolet       | A6D            | SER5   | 1465           | 35/4000        | 2.59      | 1.030              | 100          | 08/1936-09/1937    | 16.662             | 19.400            |
| 201 M                                                        | limousine comm. | A6M            | SER5   | 1465           | 35/4000        | 2.59      | 1.030              | 100          | 08/1936-09/1937    | 16.662             | 17.900            |
| 201 M                                                        | fourgonnette    | U6B/U6L        | SER5   | 1465           | 35/4000        | 2.59      | 1.030              | 100          | 08/1936-09/1937    | 16.662             | -                 |
| 201 T                                                        | limousine comm. | N2C            | SE     | 1122           | 23/3500        | 2.90      | 1.050              | 60           | 12/1931-07/1933    | 5.000              | 24.800            |
| 201 T                                                        | furgone         | L2             | SE     | 1122           | 23/3500        | 2.90      | 1.050              | 60           | 12/1931-07/1933    | 5.000              | -                 |
| 201 T                                                        | Plateau-cabine  | PB2            | SE     | 1122           | 23/3500        | 2.90      | 1.050              | 60           | 12/1931-07/1933    | 5.000              | -                 |
| 201 T                                                        | telaio nudo     | SP2            | SE     | 1122           | 23/3500        | 2.90      | 1.050              | 60           | 12/1931-07/1933    | 5.000              | -                 |
| 201 S / CS                                                   | vettura sport   | -              | SE3    | 1084           | 30/4000        | -         | -                  | -            | 03/1932-07/1932    | 403                | -                 |
| 201 X                                                        | vettura sport   | -              | -      | 994            | -              | 2.47      | -                  | -            | 1931               | 20                 | -                 |
| Note: 1I primissimi esemplari avevano un passo di 2,45 metri |                 |                |        |                |                |           |                    |              |                    |                    |                   |